# Opincă

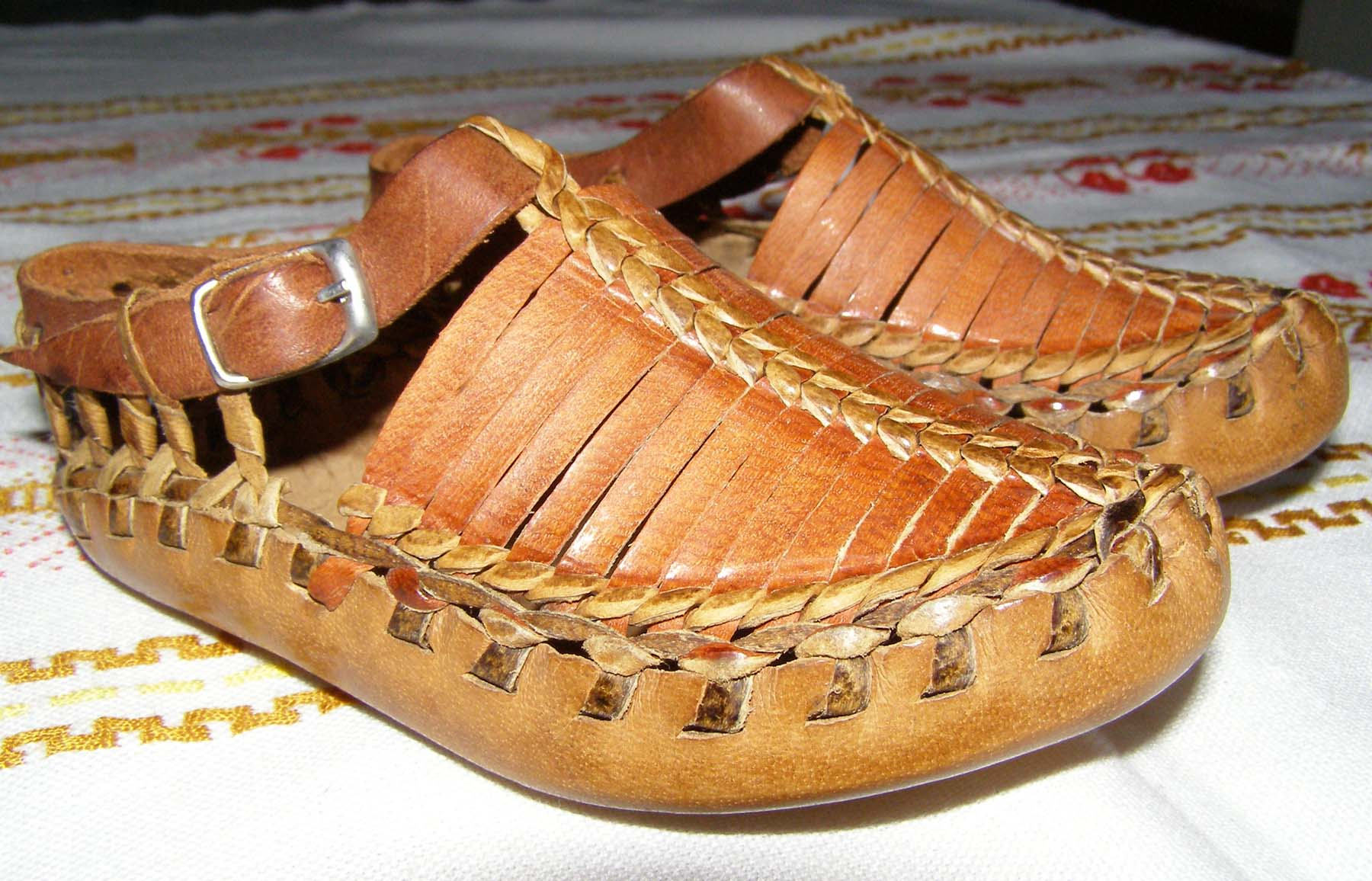
Opanci din Macedonia de Nord.

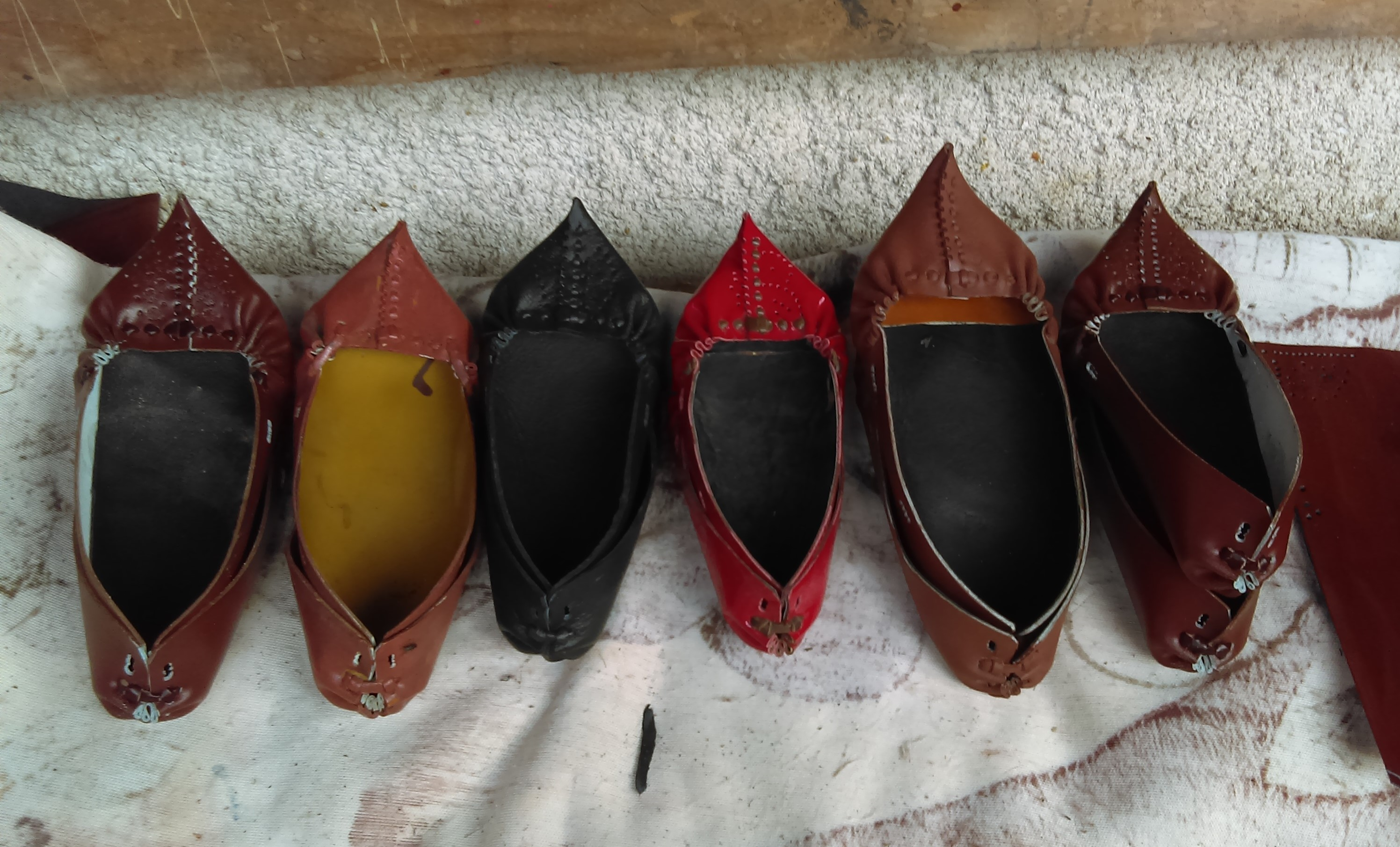
Opinci din România.

Opinca [a] reprezintă un tip de încălțăminte țărănească tradițională purtată în sud-estul Europei (în special în Bosnia și Herțegovina, Bulgaria, Croația, Muntenegru, Macedonia de Nord, Serbia și, de asemenea, în România și Albania).  În mod caracteristic opincile  sunt făcute din piele, le lipsesc șireturile, sunt durabile și se termină diferit, în partea dinspre degete. În Serbia, designul terminației în formă de corn pe degetele de la picioare indică regiunea de origine, deși acest design specific nu este exclusiv Serbiei. Opincile sunt considerate încălțămintea țărănească tradițională, pentru oamenii din regiunea balcanică. În Bulgaria, ele sunt denumite „țarvuli”.

## Etimologie
În sârbo-croată òpanak/о̀панак, precum și în bulgară sau macedoneană opinok/опинок, derivă în cele din urmă din cuvântul proto-slav *opьnъkъ. 
Literalmente, òpanak ar însemna aproximativ „încălțăminte pentru cățărare”  sau „încălțăminte din piele întinsă (piele de animal)”.

## Date de istorie
Columna lui Traian din Roma prezintă daci care poartă acest tip de încălțăminte din piele.  Potrivit lui Wilkes, opincile au reprezentat inițial mocasini de piele purtați de popoarele paleo-balcanice precum ilirii, dacii, tracii etcaetera, fiind adoptați ulterior de populațiile slave   În trecut, încălțămintea tradițională era lucrată manual din piele prelucrată acasă. Bucata de piele trebuia sa fie mai mare decat talpa, cu gauri in lateral, astfel incat sa se poată înfășura respectiva bucatp in jurul piciorului, dandu-i aspectul de încalțăminte. Forma încrețită îi dădea un vârf ascuțit, la final și încălțămintea respectivă era purtată peste ciorapi de lână, sau peste piese de îmbrăcăminte albe. În zilele noastre, opinicile sunt adesea folosite ca parte a costumului tradițional, de către grupuri de dans popular și de artiștii populari.

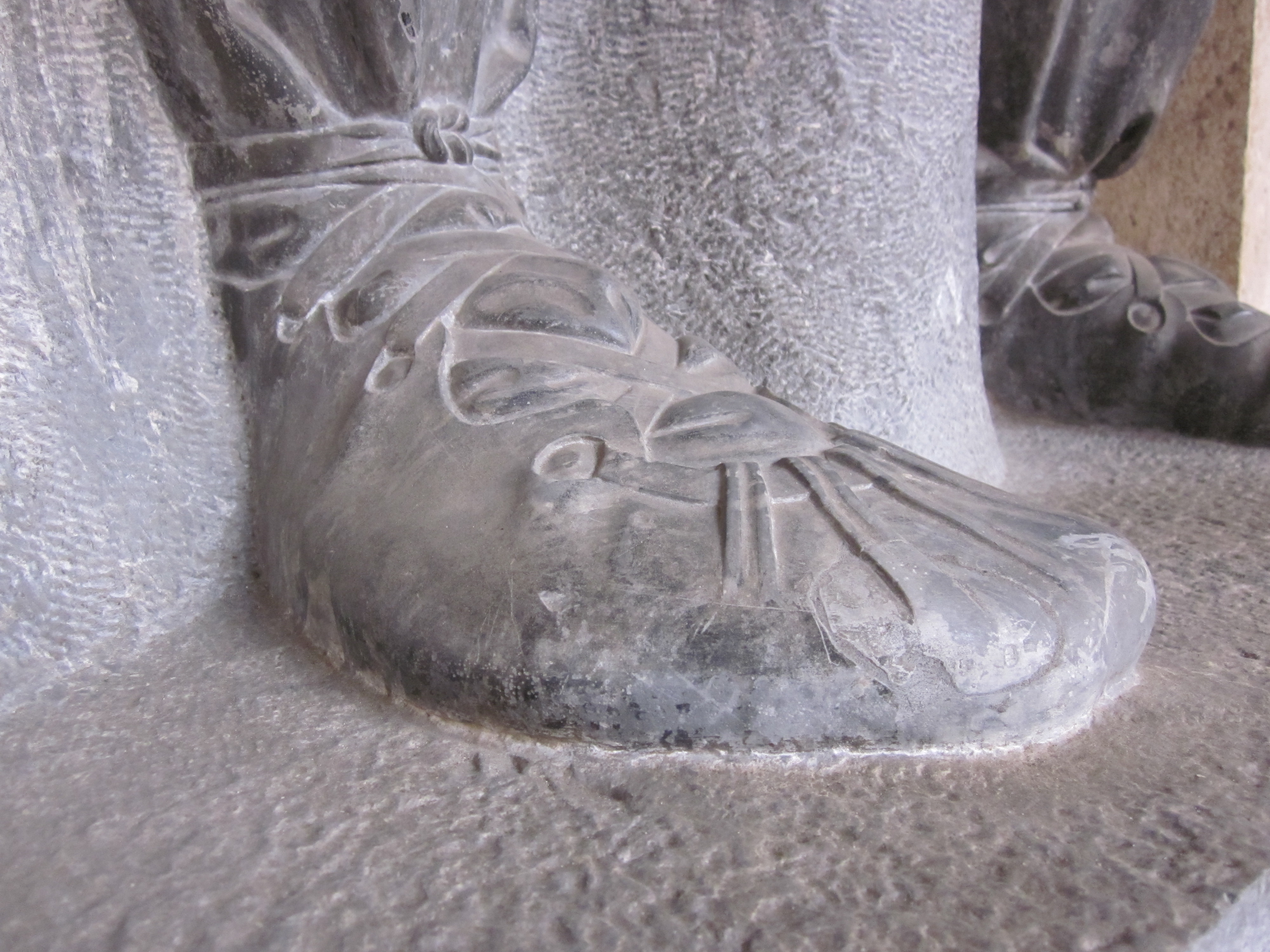
Încălțăminte din piele, evidențiată la o statuie de la en.

Până acum 5 decenii, opinicile erau de obicei purtate în zonele rurale din Bosnia și Herțegovina, Bulgaria, Croația, Macedonia de Nord, România și Serbia. În zilele noastre ele sunt folosite doar în portul popular, pentru ansambluri de dansuri folclorice, la festivaluri, sărbători sau la alte evenimente culturale.
Cea mai mare opincă din lume, conform Guinness World Book din 2006, este cea de 3,2 m, mărimea 450 și cântărind 222 de kg, realizată de opančar Slavko Strugarević, din Vrnjačka Banja, Serbia.

## Varietăți regionale

### Bosnia si Hertegovina
- Glamočke
- Hercegovačke

### Bulgaria
- În zona de nord - opinki sau în cea centrală și de vest tsârvouli : sandale de piele cu vârfuri tocite și legate de picioare cu șnururi lungi, care, formează o „rețea” dându-le numele de vruvchanki. Acestea erau purtate peste bucăți de pânză rotunde de lână înfășurate în jurul picioarelor.
- Din a doua jumătate a secolului al XIX-lea, s-au purtat șosete de lână și încălțăminte de piele numită eminii sau kalevri .

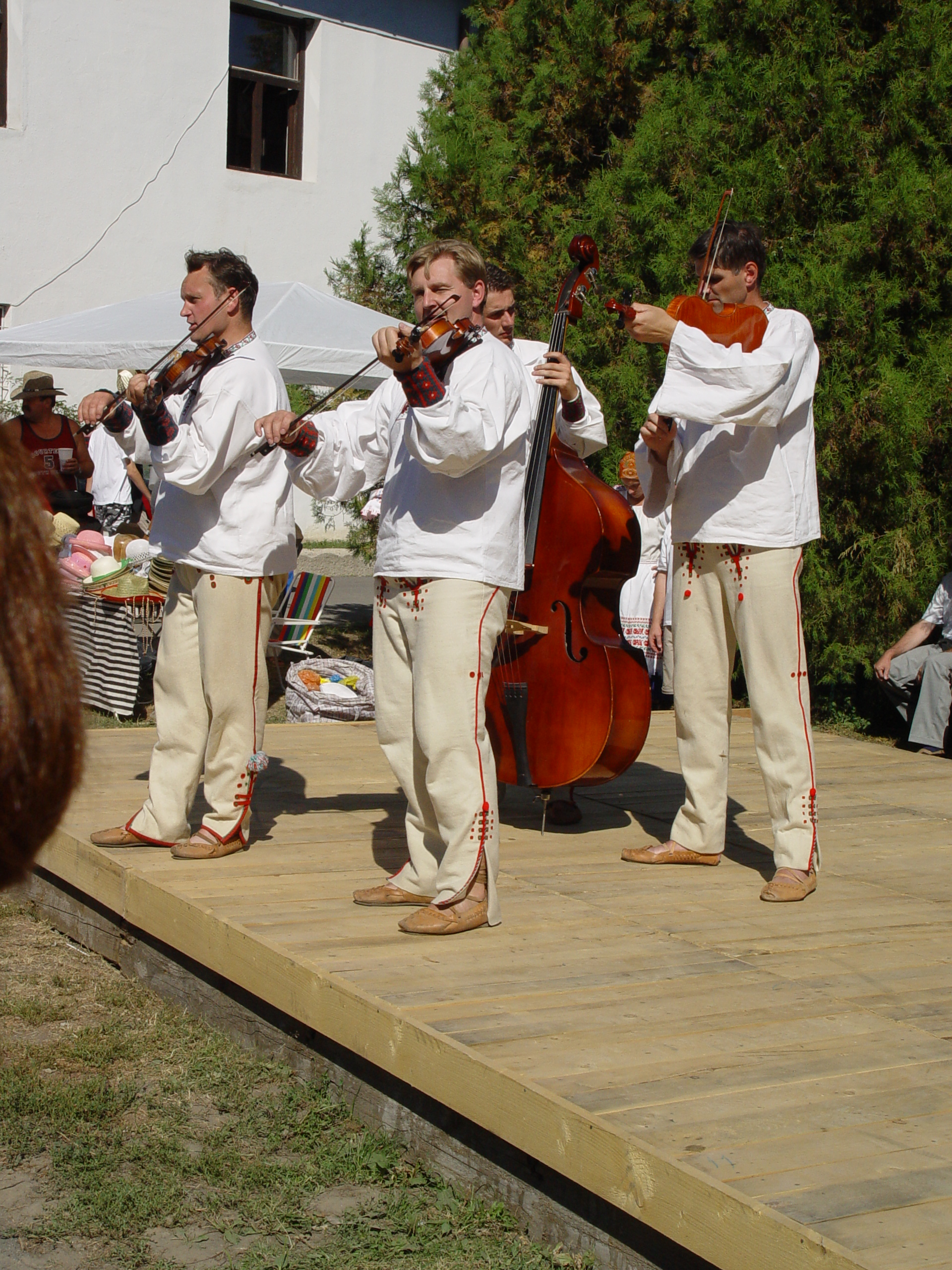
Muzicieni slovaci care poartă krpce.

### Croația
Opinciple fac parte din unele variante ale costumului național croat.
- Pannonia
  - Opincile sunt realizate cu o talpă lată care acoperă piciorul, cu partea superioară acoperind degetele de la picioare și sunt în mod originar, legate în jurul picioarelor și gambelor cu curele lungi de piele. În perioada interbelică a apărut pentru prima dată opincile cu catarame, care, încă sunt purtate în unele zone rurale de bărbați.
- Slavonia
  - Sandalele din piele au fost purtate de bărbați și de femei în nordul Croației, dar mai târziu au fost înlocuite cu pantofi sau cu cizme brodate și joase (čižme). Sandalele țărănești au ieșit din uz general în jurul anului 1900.
- Alpii dinarici
  - oputaši sau pripletenjaci erau făcute din piele netăbăcită, tăiate și modelate pe o matriță de lemn pentru a lua forma tălpii piciorului. Marginile era pliate în sus și dantelate folosind o dantelă din intestin de oaie, sau fâșii subțiri de piele de oaie numită oputa. Partea superioară a opincilor era realizată prin împreunarea de fâșii de intestin sau piele. La călcâi, talpa continua cu o porțiune țesută, care, se termina cu șireturi lungi de piele ce erau folosite pentru a lega opincile de picior. Acestea erau purtate peste ciorapi. Opincile erau făcute inițial acasă, apoi de către meșterii din sate, iar mai târziu de către producători specializați în confecționarea lor, din orașele mici.
  - La Lika se foloseau șnururi albe în loc de șireturi. Aceste opinci erau purtate de bărbați.
- Litoralul Adriatic, Konavle
  - Papucii de piele roșii numiți kondure erau purtați de femei, vara. Bărbații purtau acestea sau opanci - optutaši (opinci cu bretele).
- valea Savei
  - Opinci purtate cu sau fără cârpe pentru picioare erau folosite pentru uzul de zi cu zi. Iarna însă sau la vreme umedă, precum și în ocazii speciale, se purtau cizme.

### Grecia
- tsarouhi

### Muntenegru
- În Nikšic șnururile albe au fost folosite în loc de șireturi. Aceste opinci erau purtate de bărbați.

### Macedonia de Nord
- Skopska Crna Gora
  - Opanci s's oputice: cu șireturi din piele de bou sau de porc, legate cu șireturi de canepă răsucite.
  - Opanci s's remeni: cu bretele care se prind peste căputa din piele tăbăcită de cizmari, purtate la ocazii festive.

### România
- În România, tipul de încălțăminte este cunoscuți sub numele de opinci . „Opinciile” rurale erau alcătuite dintr-o bucată dreptunghiulară de piele, strânsă pe picior cu ajutorul unor șnururi subțiri („nojițe”). Meșteșugul de a face opinci s-a transmis în familie din tată în fiu. Înainte de 1989, oamenii puteau cu adevărat să trăiască din asta. [9]

### Serbia
Opincile sunt cunoscure ca și simbol național al Serbiei și fac parte din costumul național al acesteia.
- Šumadija

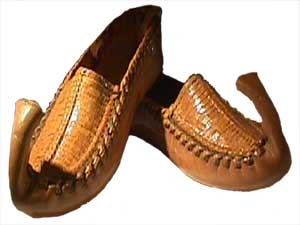
O pereche de opinci din Šumadija, cu terminații în formă de corn

  - Šumadijski opanak s kljunom (cunoscute și sub denumirea de šiljkani): încălțăminte cu vârf la degete.
  - Šumadijski opanak bez kljuna : încălțăminte fără vârf la degetele picioarelor.
  - Kačerski opanak sau Stariji Šumadijski opanak (opinci Šumadijan mai vechi): cu călcâiul jos, vârful curbat în față, cu fața mai înaltă țesută și cu legături din piele.
- Vest și Nord
  - Crveni opanci (opinci roșii): realizate din piele de bou pe jumătate tăbăcită și vopsită în roșu, prin înmuierea bucatei de piele în apă fierbinte cu coajă de arin sau de mesteacăn și modelarea ulterioară a pielii, pe o formă. Partea din față era țesută din fâșii de piele și legarea de picior se făcea cu curele de piele. Acestea au fost adoptate din Bosnia, la mijlocul secolului al XIX-lea și au fost purtate în vestul și nordul Serbiei. Producția a fost mutată în ateliere până în 1900 și a fost folosită piele tăbăcită. Începând cu 1870, s-au purtat cel mai frecvent opanci roșii numite donaši sau Šabački opanci .

- Alte tipuri:

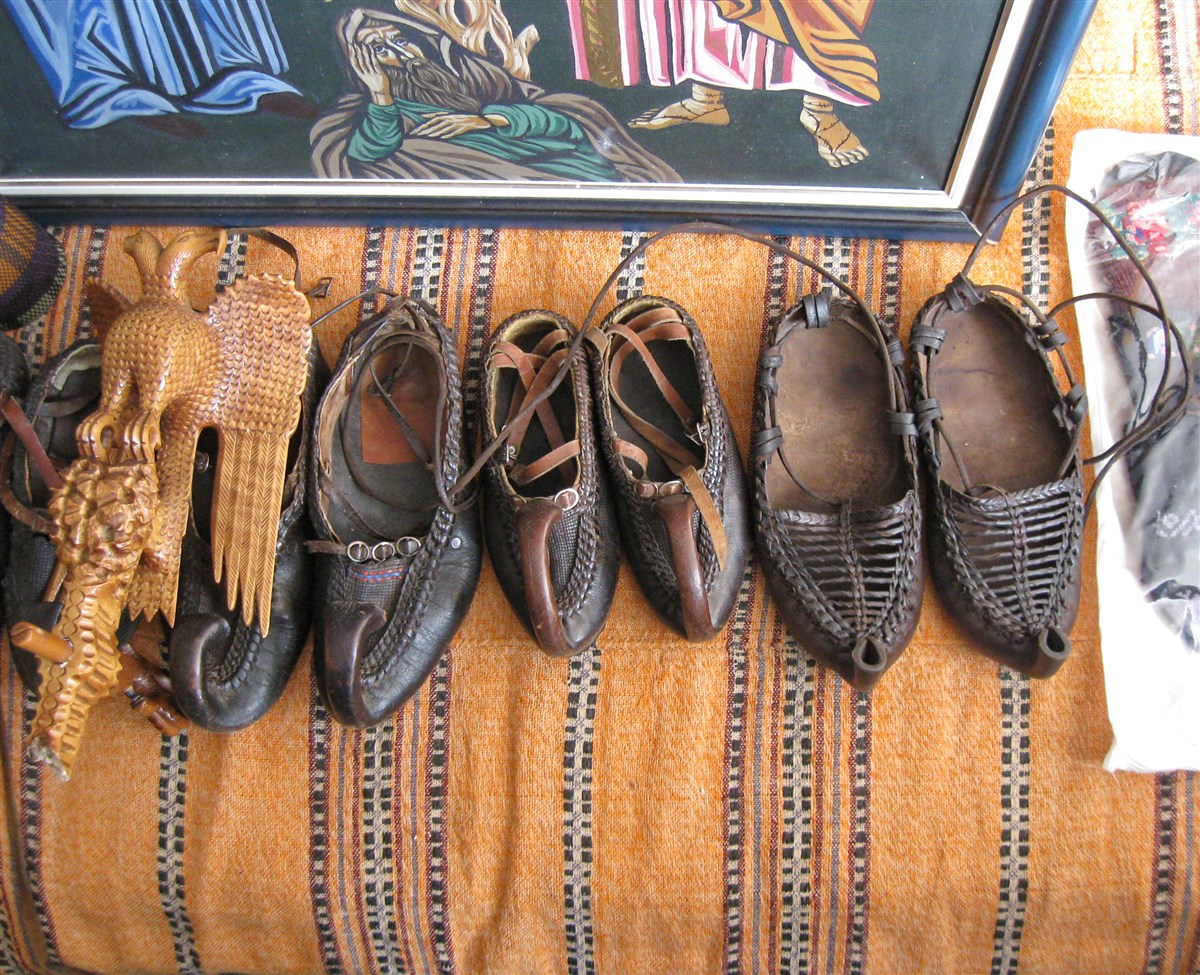
Opinci în Serbia

  - Vrnčani opanci : realizate din piele tăbăcită și purtate la muncă.
  - Opanci đonaši : apar la sfarsitul secolului al XIX-lea, fiind realizate din piele tăbăcită în diverse nuanțe de galben și maro, în funcție de plantele folosite pentru tăbăcire (fructe de stejar, sumac sau scoarță de ienupăr). Acestea aveau talpă (în sârbă: đon ), vârf, curele plisate și curele de piele pentru legarea lor.
  - Vlaški (în vlahă opanci): bucată de piele strânsă în jurul piciorului cu ajutorul unui șnur.
  - Kosmajski opanak (opinci Kosmaj): cu o față ondulată, partea superioară țesută și curele din piele, la spate
  - Šopski ( opinci Shopi)
  - Crvenjaši (opinci roșii)
  - Šabački (din Šabac )
  - Valjevski (din Valjevo )
  - Užički (din Užice )
  - Kolubarski (din regiunea Kolubara )
  - Moravski (din regiunea Velika Morava )
  - Noske (boturi)
  - Mrki (opinci maro)
  - Kilaši (cele kilo[necesită clarificare])
  - Kukičari (opinci încârligate)
  - Točkaši (anvelope): fabricate din anvelope vechi, în perioada de după cel de-al Doilea Război Mondial

## Vezi si
- Opinga, încălțăminte albaneză.
- Abarka⁠(en)[traduceți], pantofi tradiționali din piele din Pirinei
- Mocasini, pantofi din piele de animale fabricați de indienii americani